# Mulsanne
Mulsanne is een gemeente in het Franse departement Sarthe (regio Pays de la Loire). De plaats maakt deel uit van het arrondissement Le Mans, en is mede bekend vanwege de gelijknamige bocht op het racecircuit van Le Mans. Er is ook een Bentley met de naam Mulsanne genoemd naar wat in het Engels de "Mulsanne straight" heet, de zowat vijf kilometer rechte lijn op het circuit. Mulsanne telde op 1 januari 2022 5.299 inwoners.

## Geografie
De oppervlakte van Mulsanne bedroeg op 1 januari 2022 15,25 vierkante kilometer; de bevolkingsdichtheid was toen 347,5 inwoners per km².

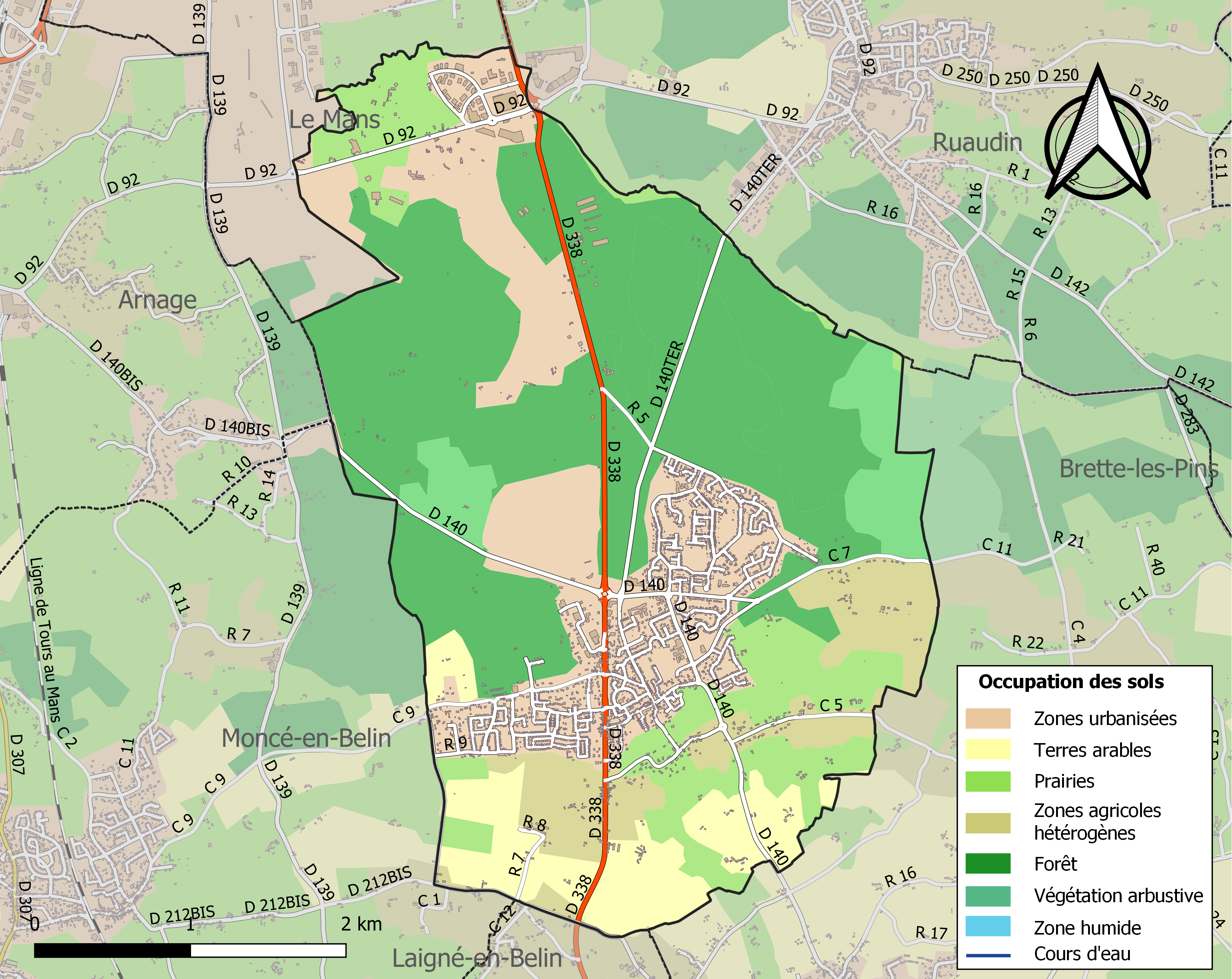
Kaart van de gemeente met de belangrijkste infrastructuur, bodemgebruik en omliggende gemeenten

## Demografie
Onderstaande figuur toont het verloop van het inwonertal (bron: INSEE-tellingen).